# Nu-Mixx Klazzics
Nu-Mix Klazzics es un álbum de remezclas de canciones del rapero 2Pac, lanzado el 7 de octubre de 2003 por Death Row Records. El álbum fue grabado en los Track Record Studios, en North Hollywood (California). La mayoría de las canciones pertenecen al álbum All Eyez on Me, con nuevas voces de acompañamiento en las canciones de artistas como Aaron Hall, K-Ci & JoJo y The Outlawz. Nu-Mixx Klazzics fue generalmente criticado tras su lanzamiento. Las remezclas fueron criticadas por ser otra estrategia de Death Row para beneficiarse económicamente, con versiones inferiores a las canciones originales. No fue lanzado ningún sencillo o video musical. Nu-Mixx Klazzics vendió 75 000 copias y alcanzó el 15.º puesto en la lista Billboard 200.

## Lista de canciones
1. "2 of Amerikaz Most Wanted" [Nu Mixx] con Crooked I
2. "How Do You Want It" [Nu Mixx] con K-Ci & JoJo
3. "Hail Mary" [Nu Mixx] con Outlawz
4. "Life Goes On [Nu Mixx]"
5. "All Eyez On Me" [Nu Mixx] con Big Syke
6. "Heartz Of Men" [Nu Mixx]
7. "Toss It Up" [Nu Mixx] con Danny Boy, Aaron Hall, K-Ci & JoJo
8. "Hit 'Em Up" [Nu Mixx] con Outlawz
9. "Never Had A Friend Like Me" [Nu Mixx]
10. "Ambitionz Az A Ridah" [Nu Mixx]

## Créditos y personal
- Tupac Shakur - Intérprete principal
- Suge Knight - Productor ejecutivo
- Carl "Butch" Small, Danny "O.M.B." Devoux, Darren Vegas, Josh "Kash" Andrews y Michael Blade - Instrumentación
- Ken Nahoum - Fotografía
- Tom Daugherty - Ingeniero de sonido y mezcla
- Mike Bozzi y Brian Gardner - Masterización
- Tracy Hardin - Voces secundarias y coro
- Matt "Party Man" Woodlief - Asistente de ingeniero
- Tha Row Hitters - Productor, mezclador
- Soren Baker - Notas